# Museus Capitolinos
Os Museus Capitolinos são um conjunto de palácios romanos que abrigam uma vasta e importantíssima coleção de obras de arte. Localizam-se, salvo um prédio anexo, no topo da colina do Capitólio, em torno da praça redesenhada por Michelangelo em 1536, e reconstruída ao longo de 400 anos.

## História do museu

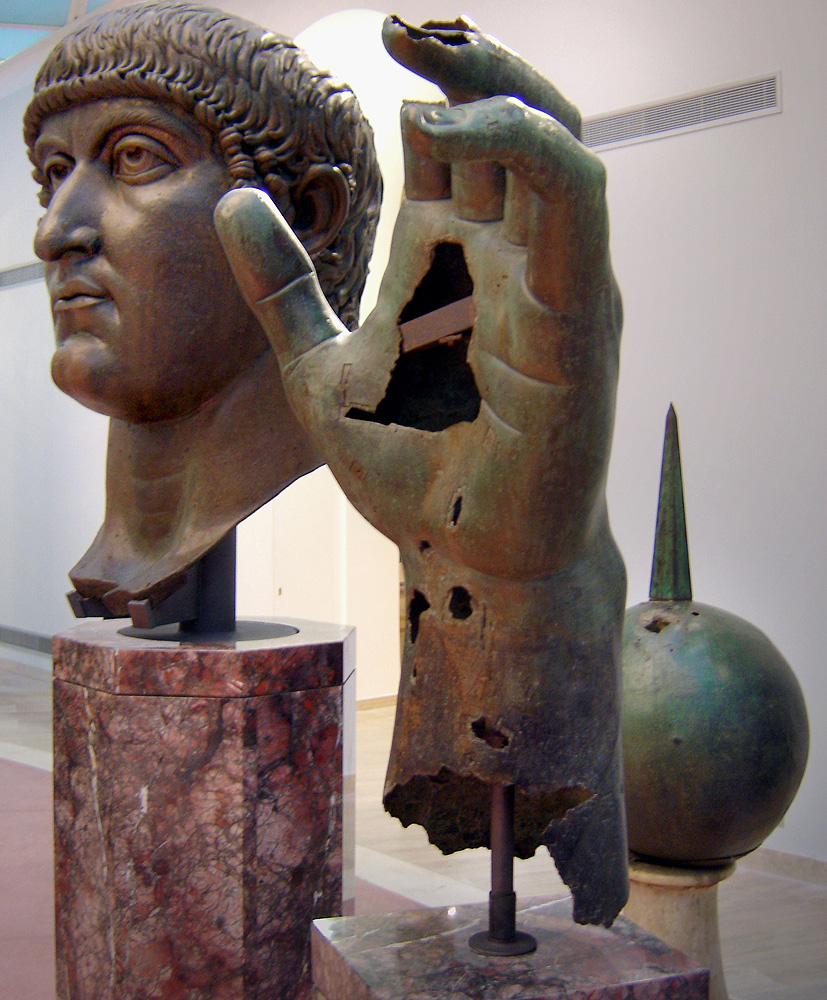
Remanescentes de estátua colossal de Constante II

A coleção capitolina iniciou quando o papa Sisto IV doou ao povo romano, em 1471, algumas estátuas de bronze que eram conservadas na Basílica de São João de Latrão, e que incluíam a famosa Loba romana, o Spinario, o Camilo, e o conjunto de remanescentes da estátua colossal de Constantino. Esta doação se revestiu de um caráter cívico marcante. Sendo colocado no Capitólio, sede da vida religiosa da Roma antiga e da magistratura civil na Idade Média, este grupo de relíquias lembrava a todos a continuidade da grandeza de Roma desde o tempo dos césares, e a inscrição lavrada na entrada do Palácio dos Conservadores deixava claro de que não era apenas uma doação, mas uma restituição de relíquias das quais a Igreja tinha sido guardiã, e foi o início de um diálogo entre o poder eclesiástico e o civil que no espaço de um século reformularia todo o desenho da antiga colina. As obras foram instaladas no pátio do Palácio dos Conservadores, e em breve a coleção começou a ser ampliada com resgates das primeiras escavações arqueológicas realizadas na cidade.
Entre fins do século XV e meados do XVI, foram adicionados à coleção a estátua dourada de Hércules, também de grande significado simbólico, relevos mostrando Marco Aurélio e placas com inscrições. Foram deslocadas do Palácio do Quirinal duas estátuas colossais da era de Trajano representando os rios Tibre e Nilo, hoje na fachada do Palácio dos Senadores, e a estátua equestre de Marco Aurélio foi trazida de Latrão em 1538 pelo papa Paulo III, criando uma coleção significativa que confirmava a vocação museal e cívica do Capitólio. Logo diversas destas obras deixaram a praça e foram transferidas para as galerias e pátio interno do Palácio dos Conservadores, enquanto a feição da praça e dos palácios em torno se modificava. Em 1566, o papa Pio V decidiu purgar o Vaticano de todas os ídolos pagãos, e diversas estátuas antigas importantes passaram ao museu, algumas delas adornando as balaustradas sobre o edifício que foram acrescidas na grande reformulação da praça e dos seus prédios por Michelangelo.

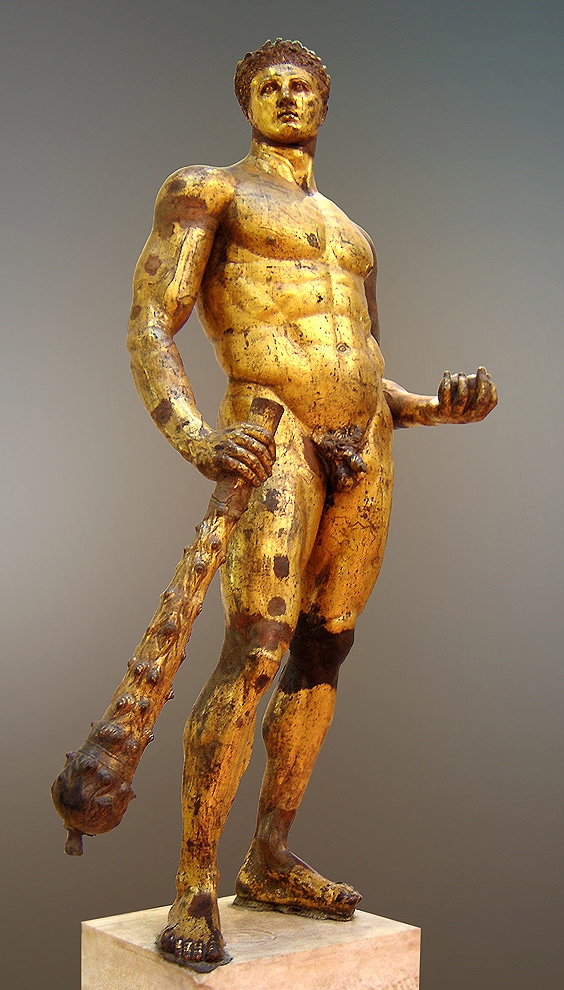
Hércules capitolino

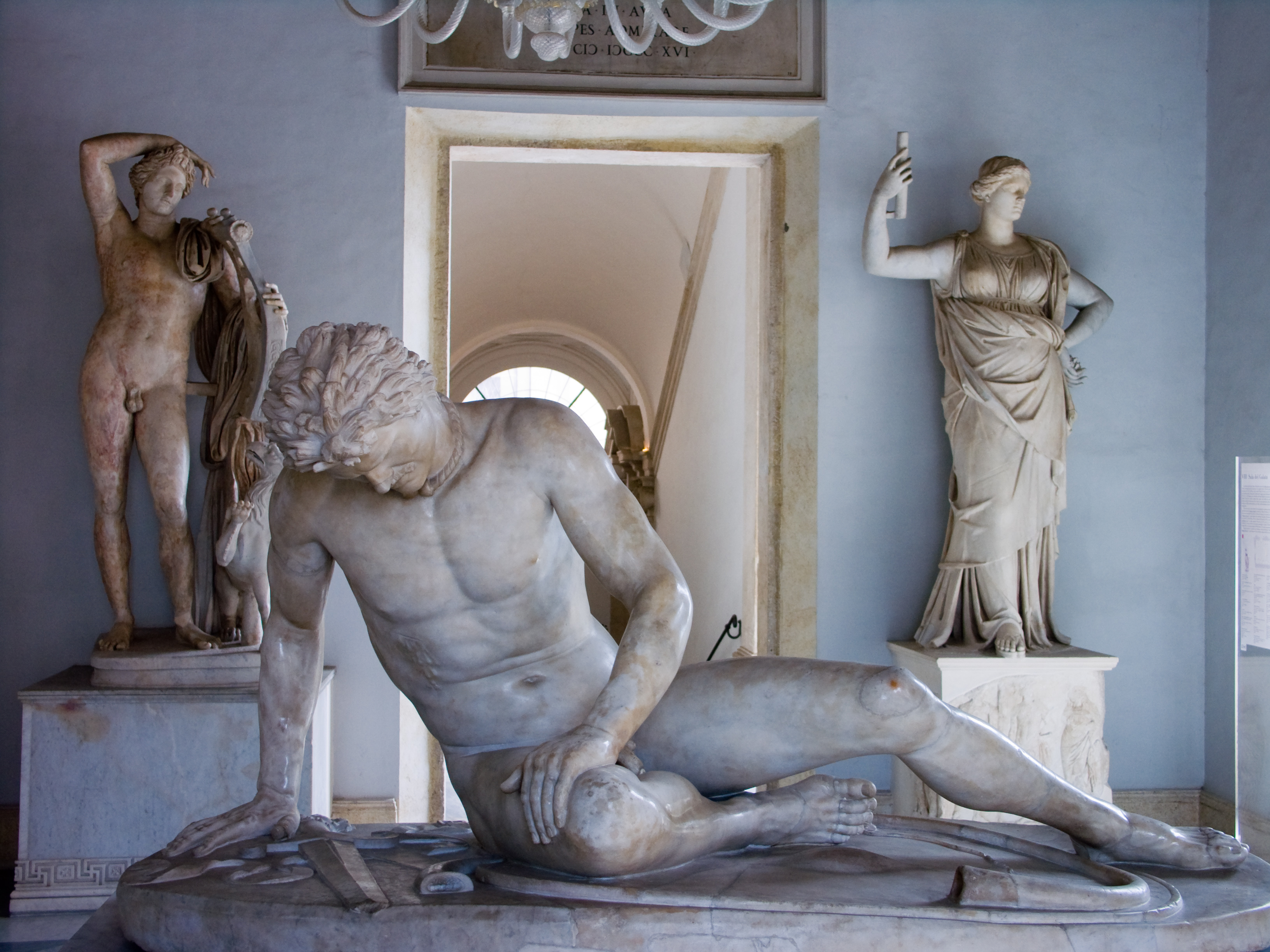
Sala do Gaulês moribundo

Quando o palácio ficou pronto, a coleção pôde enfim ser organizada e acomodar o constante ingresso de novas aquisições e achados arqueológicos. Dentre os mais significativos desta fase estão as duas estátuas dos Dióscuros, hoje instalados na entrada da praça, a estátua de Júlio César, o Brutus capitolino, o sarcófago de Alexandre Severo e as tábuas da Lex de Imperio Vespasiani.
Em 1654, foi iniciada a construção de um palácio gêmeo ao dos Conservadores, o Palácio Novo, no lado oposto da praça, e a grande coleção já reunida pôde encontrar um espaço mais adequado para exposição. Entretanto, o Museu Capitolino foi constituído oficialmente apenas em 1733, após a aquisição da coleção do cardeal Albani, com estatuária e bustos oficiais antigos. O novo museu abriu suas portas ao público em 1734, e logo em seguida Clemente XII e depois o seu sucessor Bento XIV agregaram novas doações ao que já existia, das quais se destacam o Gálata Moribundo, a Vênus Capitolina, o Sátiro em mármore rosso antico (mármore-rosa antigo), os dois "centauros" e o grupo de Amor e Psiquê. Estas peças hoje se encontram organizadas no Grande Salão em forma quase idêntica à da época de sua aquisição, o que torna o espaço um documento único do colecionismo do século XVIII na Itália. Algumas décadas depois, Bento XIV fundou a Pinacoteca Capitolina, incorporando duas coleções importantes, a Coleção Pio e a Coleção Sachetti.
A criação, em 1771, do Museu Pio-Clementino no Vaticano significou uma estagnação no processo de expansão dos Museus Capitolinos, já que os papas eram até ali os principais, senão únicos, patrocinadores, e eles voltaram sua atenção total para o museu recém-criado. Momento dramático na história dos Museus Capitolinos aconteceu como consequência do Tratado de Tolentino, em 1797, quando grande parte das obras principais do museu passaram para os franceses. Somente as negociações desenvolvidas por Antonio Canova, depois da queda de Napoleão, trouxeram de volta o precioso acervo.
Em 1838, por ordem de Gregório XVI, o museu foi entregue à administração civil, mas foi depauperado de quase toda sua coleção egípcia e outras obras importantes. Em compensação foi doada pouco mais tarde a grande Coleção Castellani de vasos gregos e etruscos, e a numerosa coleção de medalhas e moedas que hoje constitui o núcleo inicial do Medagliere Capitolino.
Por ocasião das extensas reformas urbanas ocorridas em Roma após sua designação como capital do Reino de Itália unificado, em 1870, uma grande quantidade de novos achados arqueológicos veio à luz e foram incorporados ao acervo, sendo expostos na antiga Sala Octogonal no Palácio dos Conservadores e em um espaço construído na colina Célio, chamado de Antiquarium. Um importante acréscimo desta época foi a doação da Coleção Cini, de porcelanas. Com a desocupação do prédio do Palácio dos Conservadores pela magistratura civil novos espaços foram colocados à disposição do museu e o acervo foi reorganizado.

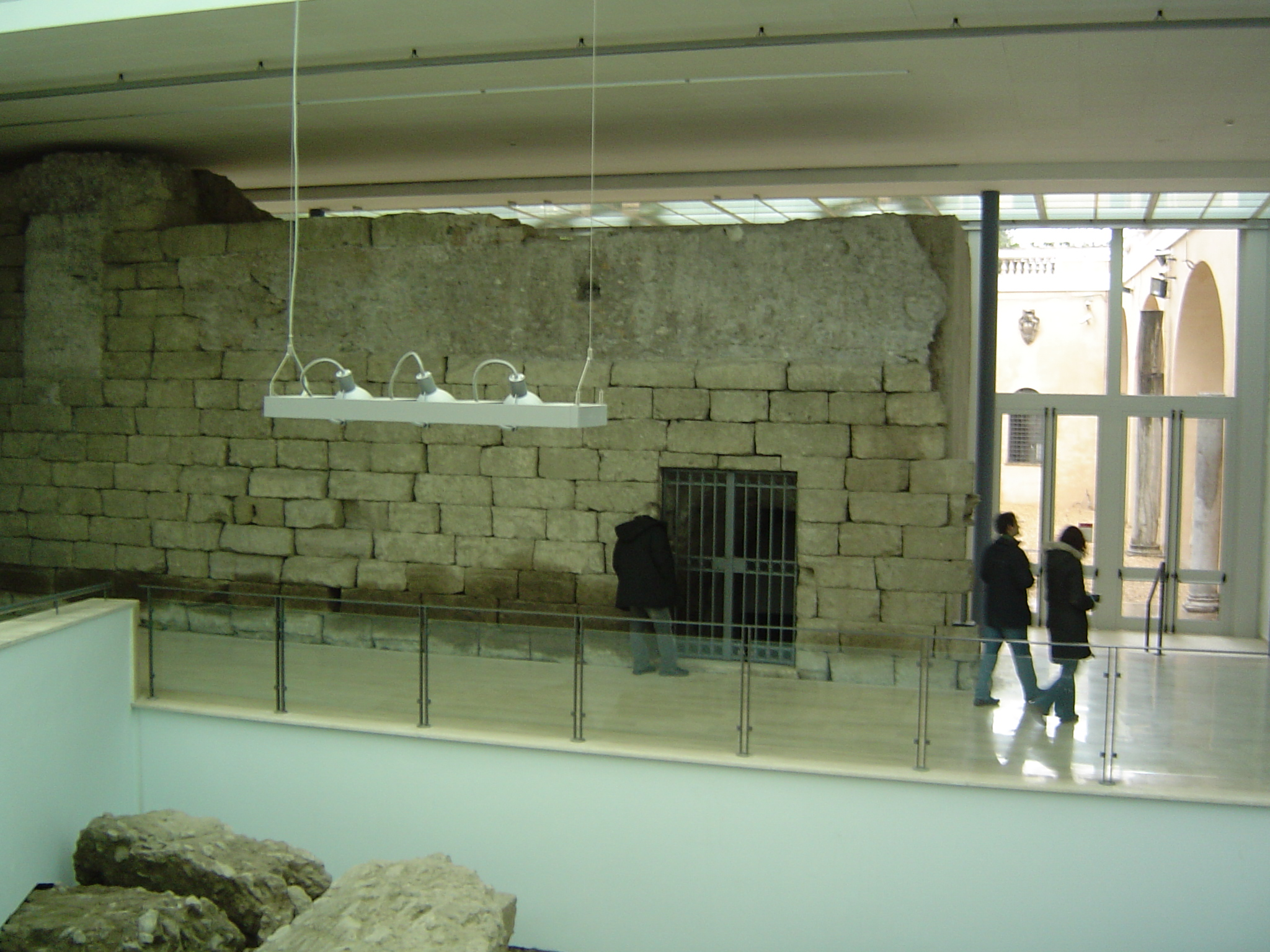
Fundações do Templo de Júpiter Capitolino

No início do século XX, o museu for ampliado com a aquisição do Palácio Caffarelli, para onde foram deslocadas as estátuas do Antiquarium Comunale da colina Célio. Uma nova ala foi acrescentada em 1952 ao Palácio dos Conservadores, o Braço Novo, e em 1967 foi inaugurada a Galleria Lapidaria no túnel construído sob a praça para interligar os vários palácios, a Galeria de Ligação, recebendo em torno de 1400 inscrições gregas e latinas.
Em 1997, os edifícios passaram por extensas obras de restauro, e grande parte do acervo foi transferido para a Central Montemartini, um antiga usina hidrelétrica reformada como museu, localizada na Via Ostiense. As sedes antigas foram completamente reestruturadas, criando-se inclusive novas alas de exposição, como o Tabulário, os Jardins Romanos (Horti Romani), e em 2000 foi incorporado o Palácio Caffarelli-Clementino. As escavações para a instalação do Jardim Romano, no interior do Palácio dos Conservadores, trouxe à luz as imponentes fundações do antigo Templo de Júpiter Capitolino, datando do século VI a.C., e que se descobriu estenderem sob grande parte do Palácio Caffarelli. Outras evidências também foram encontradas na ocasião, como cerâmicas, peças de bronze, sepulturas e remanescentes de oficinas de metalurgia.

## Os edifícios e suas coleções

### Palácio dos Senadores (Palazzo Senatorio)

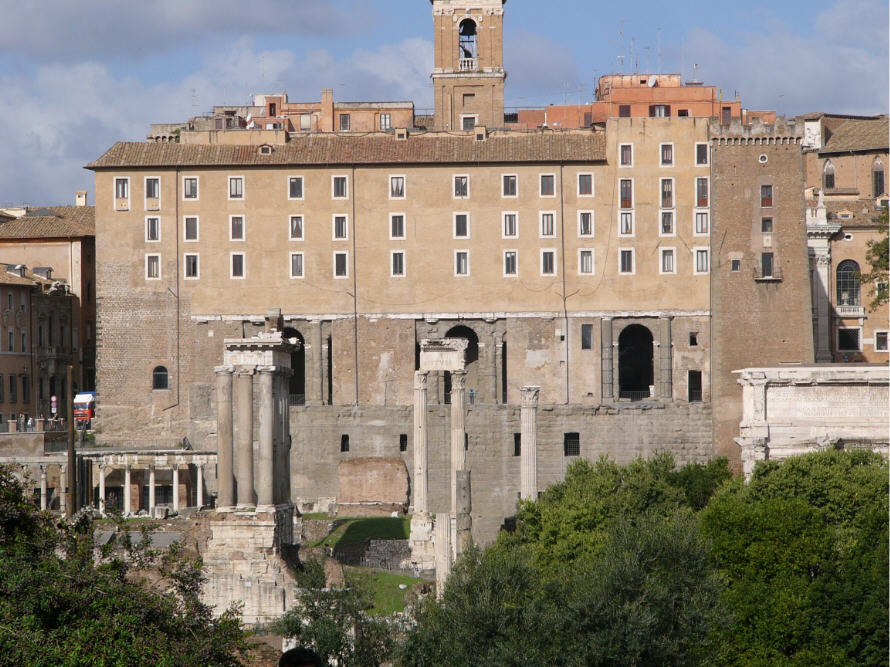
Fachada traseira do Palácio dos Senadores, mostrando sua construção sobre as ruínas do Tabulário

Foi construído entre os séculos XII e XIII sobre as ruínas do antigo Tabulário, a sede dos registros oficiais da Roma antiga. Após 1144, passou a ser ocupado como sede da Comuna de Roma e de seus mais altos magistrados, os senadores. Sua fachada original, com arcos e colunata, com o tempo foi sendo modificada e o Palácio assumiu uma feição de fortaleza. No século XVI, Michelangelo, e depois Giacomo della Porta e Martino Longhi, o Velho, realizaram outras intervenções que deram ao edifício o estilo renascentista que até hoje ostenta.
Após a descoberta de diversas ruínas durante a escavação da Galeria de Ligação, em 1939, alguns espaços do Palácio dos Senadores foram adaptados para abrigar esses achados, onde se destaca a colossal estátua de Vejóvis (um correlato arcaico de Júpiter) proveniente da cela do seu templo. Essas ruínas faziam parte do próprio Tabulário (78 a.C.), do Templo de Vejóvis (192 a.C.) e do Templo de Juno Moneta (344 a.C.), além de diversas outras edificações menores. Também foram trazidas para ali outras relíquias encontradas no Templo de Vespasiano e Tito e no Templo da Concórdia, no Fórum Romano, como a arquitrave do templo da Concórdia e restos de pavimentações anteriores ao Tabulário.

### Palácio dos Conservadores

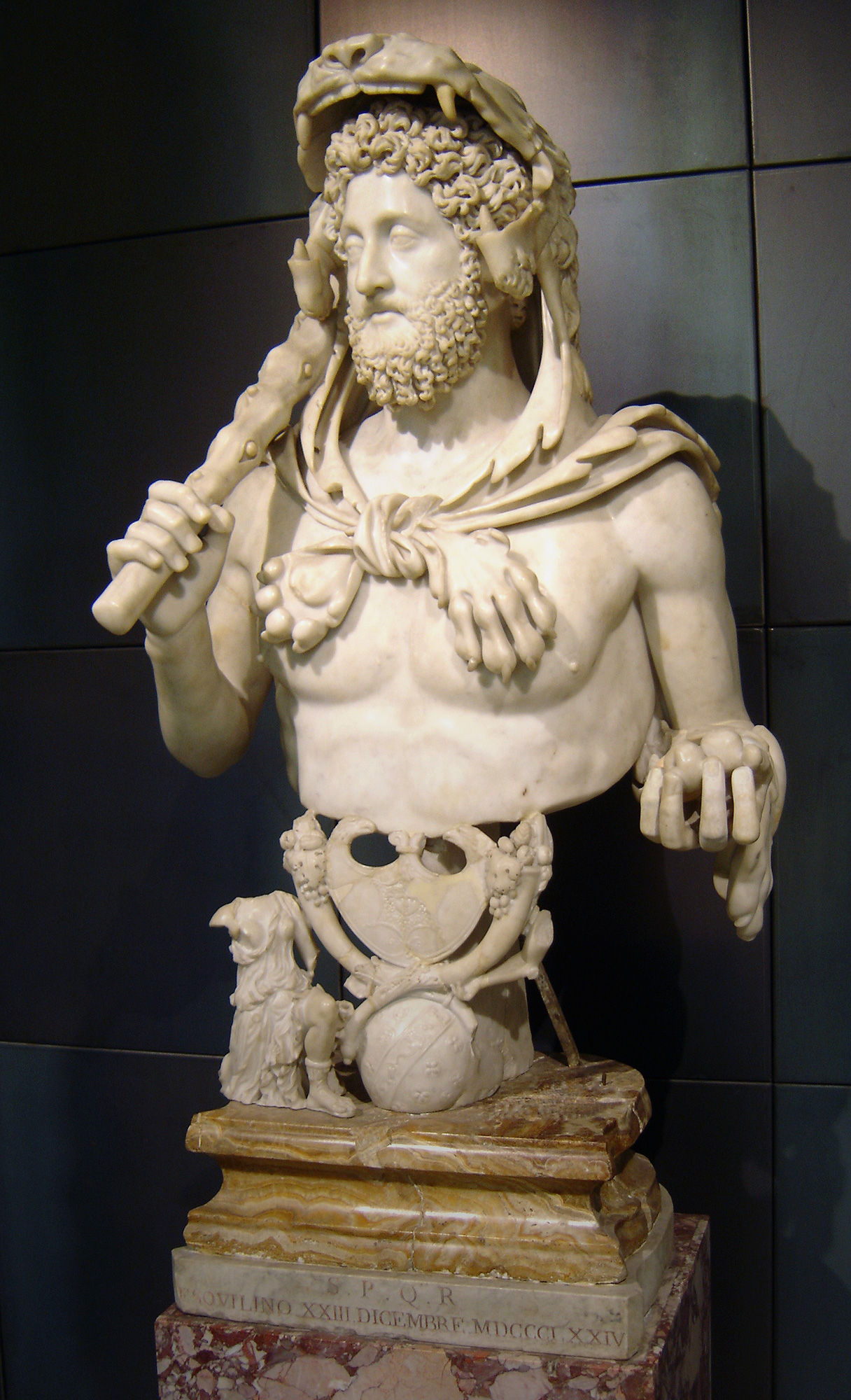
Estátua de Cômodo, com os atributos de Hércules

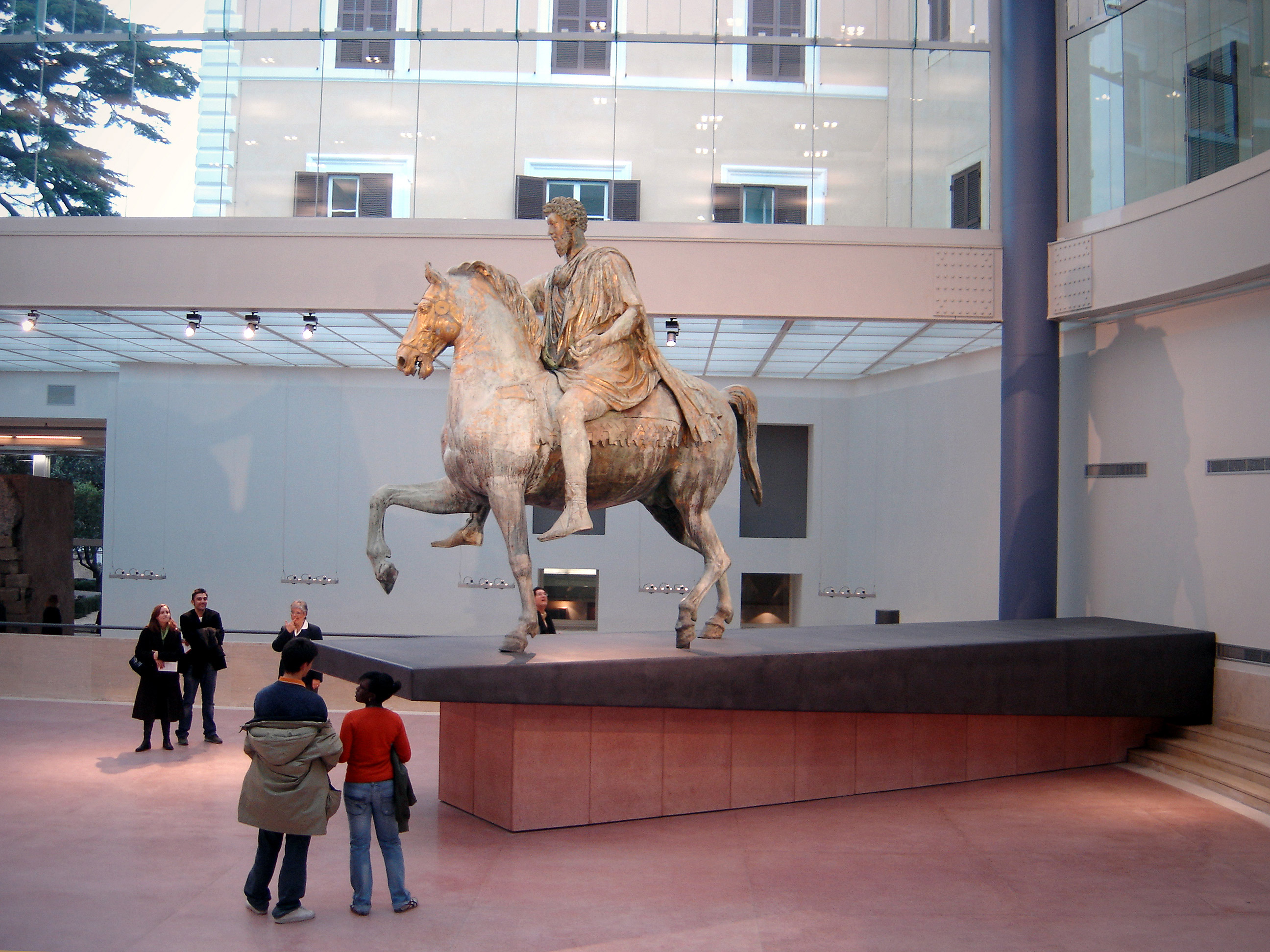
Estátua equestre de Marco Aurélio

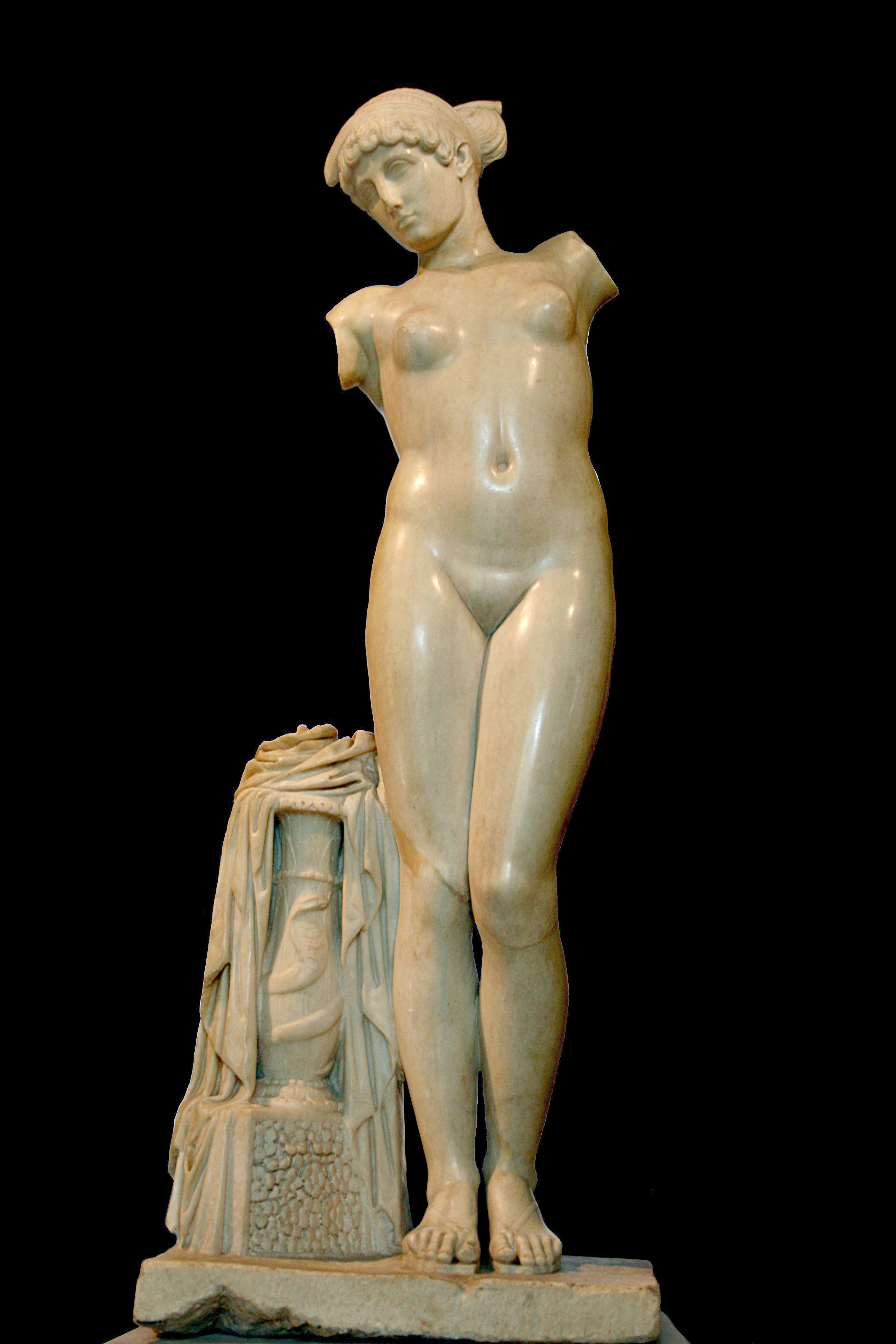
A Vênus Esquilina

O Palácio dos Conservadores (Palazzo dei Conservatori) teve sua construção iniciada em meados do século XV, ordenada por Nicolau V, sobre edificações que datavam do século XIV. Ali funcionou a sede da magistratura eletiva da cidade e a primeira sede expositiva dos futuros Museus Capitolinos. Originalmente possuía uma galeria com arcadas no térreo e um pavimento superior com janelas góticas, além de um mezanino. Quando Michelangelo redesenhou a praça o palácio também sofreu mudanças externas e internas, e mais tarde Della Porta realizou outras alterações. A última intervenção antiga significativa data do século XVIII, quando Alessandro Specchi alterou o pátio interno e o pórtico para receber duas estátuas colossais de bárbaros e a Dea Romana. Hoje apresenta uma fachada renascentista que do edifício original preservou apenas o esquema da galeria térrea, mas alterando-lhe todo o estilo.
Em 2005, os espaços de exposição foram amplamente remodelados. Fechou-se um jardim para receber a estátua equestre original de Marco Aurélio que estava na praça defronte, estabeleceram-se as salas dos Hortos Romanos e da Coleção Castellani, e criou-se um amplo espaço para permitir a visitação às ruínas do templo de Júpiter Capitolino. Dos seus vários espaços merecem menção especial os seguintes:
Pátio interno, com os restos de uma estátua colossal de Constantino, em mármore, proveniente da Basílica de Maxêncio, estatuária e elementos de arquitetura romana.
Escadarias, com painéis em alto-relevo representando Marco Aurélio em funções oficiais removidos do Arco de Constantino, e painéis de mármore colorido em intársia que estavam do Esquilino.
Salas dos Hortos Romanos , compreendendo espaços para os achados nos Hortos (residências aristocráticas com grandes jardins decorados com estátuas, fontes e outros adornos) de Élio Lâmia (Jardins Lamianos), Estacílio Tauro (Jardins Taurianos), e Mecenas (Jardins de Mecenas),  mostrando importante estatuária, restos de pavimentos de pedras raras, jóias, frisos e outros objetos. São peças notáveis nos Hortos Romanos a estátua de Mársias, a herma de Menandro, uma cópia do Diadúmeno de Policleto, a célebre Vênus Esquilina, o Hércules combatente, e o grupo de Cômodo vestido como Hércules e ladeado por dois tritões.
Êxedra de Marco Aurélio, um espaço de projeto contemporâneo criado no Jardim Romano para abrigar a estátua equestre original de Marco Aurélio e outras peças de bronze importantes: O Hércules dourado e os restos da estátua colossal de bronze de Constantino I.
Apartamentos dos Conservadores, compostos de várias salas e salões onde os magistrados exerciam suas funções, mantendo parte de sua decoração original renascentistas e barroca de afrescos, tapeçarias, forros de talha dourada e estatuária. São importantes neste setor a Sala dos Horácios e Curiáceos, com afrescos de Giuseppe Cesari, e estátuas papais de Bernini e Algardi; a Sala dos Capitães, com afrescos de Tommaso Laureti; a Sala de Aníbal, a única que preserva suas feições originais do século XV, com decoração de Jacopo Ripanda e uma enorme kratera de bronze alusiva a Mitrídates VI, rei do Ponto; a Sala dos Triunfos, com importante estatuária romana onde se destaca o Spinario e o Camilo, e a Sala da Loba Capitolina, com a tradicional estátua da Loba romana e paredes cobertas de placas com inscrições antigas.
Pinacoteca, com numerosa coleção de pinturas criada com a aquisição das coleções dos marqueses Sacchetti e dos príncipes Pio, que vão da Idade Média ao Barroco, com obras de Dosso Dossi, Ticiano, Lorenzo Lotto, Veronese, Anibale Carracci, Guido Reni, Caravaggio, Garofalo, Savoldo, Correggio, Guercino e Pietro da Cortona, além de muitos outros mestres, principalmente italianos, mas com alguns representantes de outros países como Rubens, Van Dyck, Pierre Subleyras, François Perrier e Velásquez.
Na Sala das Tapeçarias é exposta a coleção de porcelanas de Francesco Cini, com cerca de 400 peças, e uma série de tapeçarias com desenho de Abraham van Diepenbeek, executadas entre 1627 e 1638 na oficina de Michel Wauters, em Antuérpia.
Área do Templo de Júpiter Capitolino, mostrando in situ as fundações do templo, objetos resgatados nas escavações do Jardim Romano e reconstituições da aparência original do santuário e do templo arcaico da Area sacra.
Salas Castellani, organizadas para exposição da grande coleção com cerca de 700 objetos doada por Augusto Castellani, constituída de achados dos mais importantes sítios arqueológicos da Etrúria, do Lácio e da Magna Grécia, do século VIII ao IV a.C., com cerâmicas e objetos de bronze.

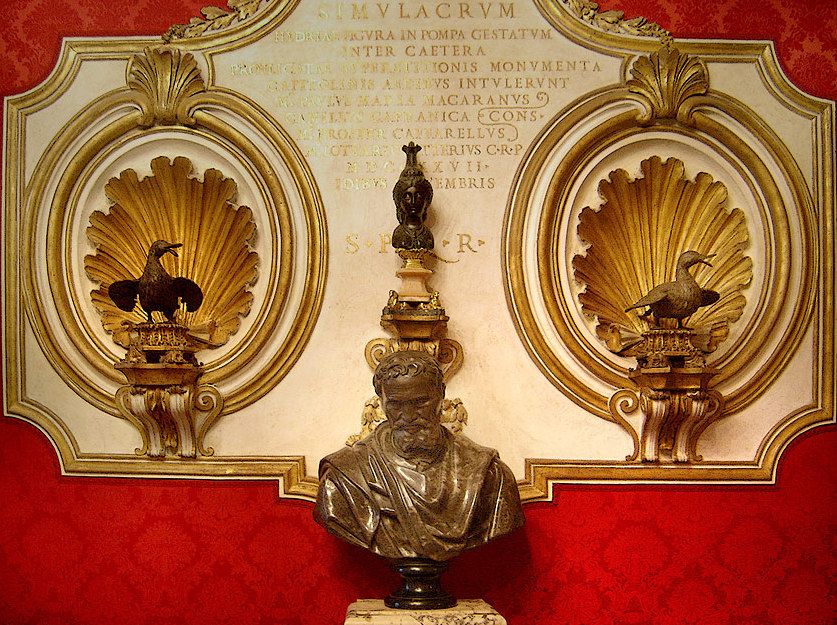
Salla delle Oche, com busto de Michelangelo
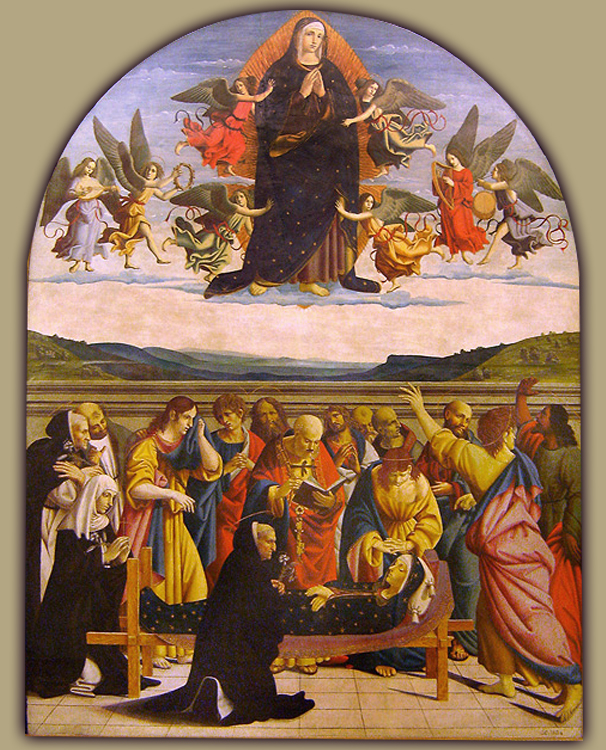
Cola dell'Amatrice: Morte e assunção da Virgem
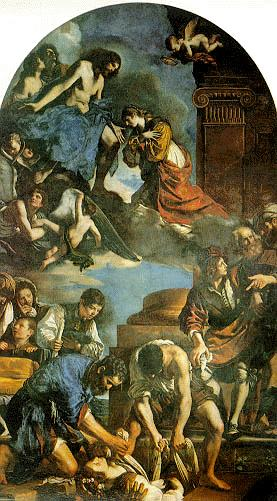
Guercino: Sepultamento e glória de Santa Petronila 1621-22
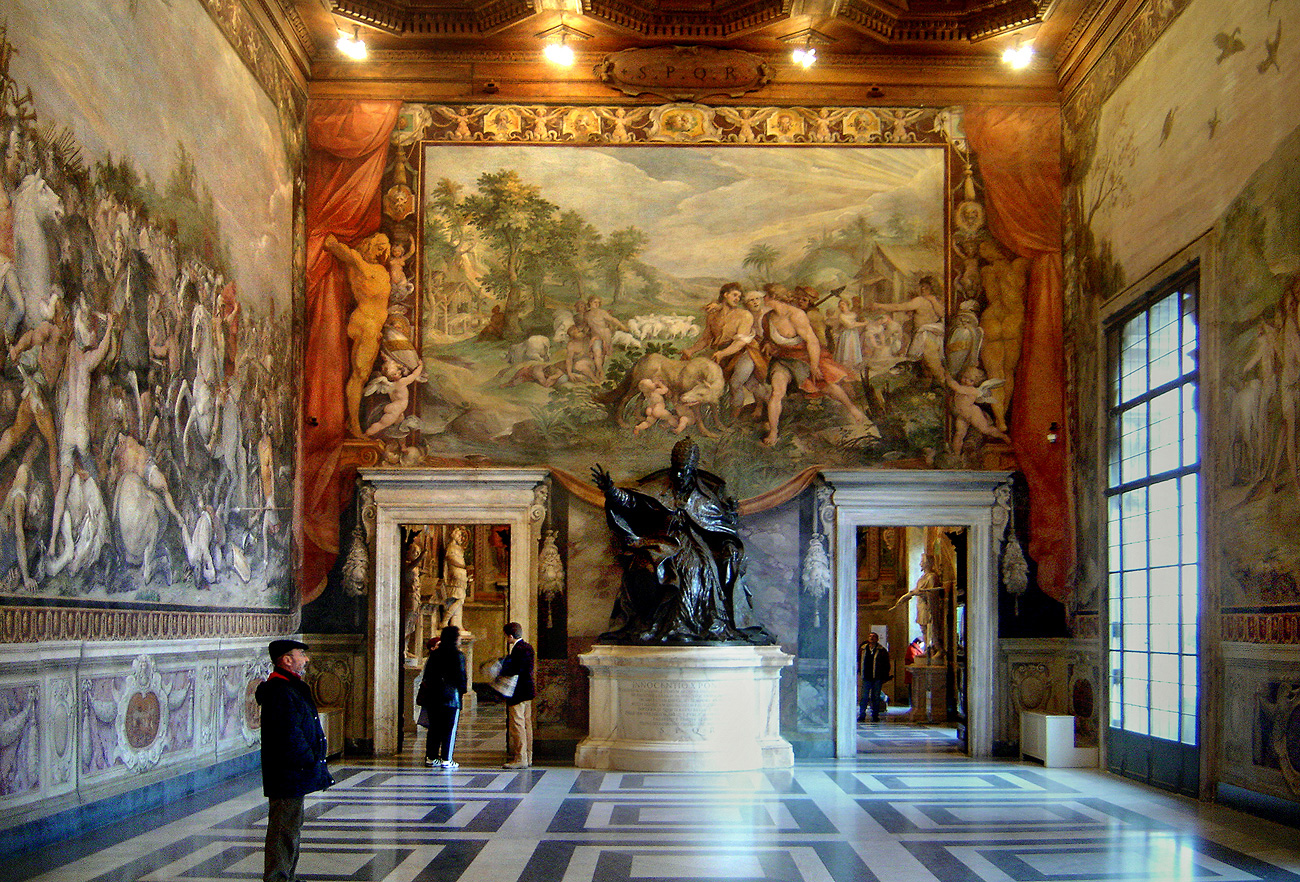
Apartamentos dos Conservadores

### Palácio Novo
O Palácio Novo (Palazzo Nuovo) foi erguido a partir de 1603, como parte do plano original de Michelangelo, com supervisão de Girolamo Rainaldi e seu filho Carlo, como uma cópia simétrica do Palácio dos Conservadores, no lado oposto da praça, e sua construção se prolongou por dois séculos, com grandes intervalos de interrupção. Foi o primeiro edifício romano a ser construído especificamente para ser um museu público, e a distribuição de seus espaços reflete os conceitos primitivos da museologia da época, mas não obstante houve uma preocupação de se criar salas amplas que permitissem uma perfeita visualização de todas as peças expostas. Ainda preserva sua rica decoração original com mármores coloridos e tetos entalhados.
A organização do acervo ainda segue de perto a museografia original do século XVIII, com salas temáticas e outras que reúnem obras secundárias em torno de uma ou poucas peças principais. Logo à entrada estão instaladas duas estátuas colossais de Minerva e Marte, e um refinado retrato de Faustina Maior em trajes de Ceres. Seus espaços mais importantes são:

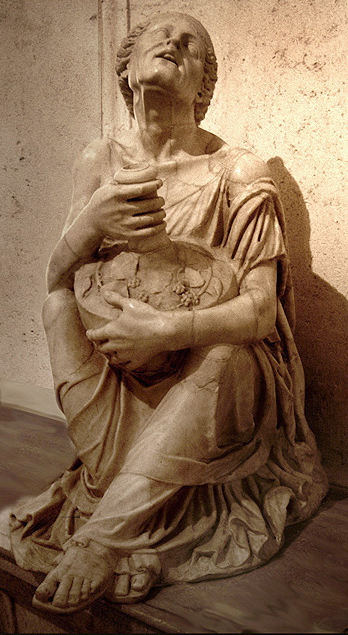
A Velha bêbada

Galeria, um longo corredor que percorre toda a extensão do palácio, com grande coleção de obras dispostas sem sistema definido, refletindo a organização das peças do século XVIII e por isso com valor documental. São estátuas, bustos e placas de inscrições, com destaque para a cópia romana de um Cupido de Lísipo; a estátua de Hércules derrotando a Hidra, reelaboração de um modelo do mesmo autor; o Guerreiro ferido que é uma adaptação de um torso originalmente de uma cópia do Discóbolo de Míron, e a estátua representando uma velha bêbada, célebre criação da era helenística.
Coleção Egípcia, com o remanescente do grande e valioso conjunto original que foi transferido para o Vaticano em 1838 e com as aquisições subsequentes de peças encontradas não no Egito, mas na própria Roma, testemunhando o intenso intercâmbio cultural entre aqueles antigos impérios. Das peças mais significativas são um crocodilo em granito, uma esfinge com o retrato do faraó Amásis da XXVI Dinastia, três colunas do antigo templo de Ísis e Serápis do Campo de Marte, uma grande kratera com cenas em relevo da fase helenística, e duas estátuas de cinocéfalos representando Thot.
Gabinete da Vênus, espaço especialmente dedicado à exposição da famosa estátua do tipo Vênus Pudica, a "Vênus Capitolina", cópia romana de um original de Praxíteles.
Sala dos Imperadores e Sala dos Filósofos, com grande coleção de bustos retratando figuras reais e intelectuais romanos, entre eles Augusto, Agripina Maior, Diocleciano, Vespasiano, Nerva, Caracala, Trajano e Adriano na primeira, e Homero, Pitágoras, Eurípides, Sócrates e Cícero, na segunda.
Salão, com riquíssimo grupo de estátuas, onde figuram diversas obras-primas como diversas representações de Apolo, incluindo uma cópia do Apolo do Ônfalo, atribuída a Cálamis, e a estátua de Pothos restaurada como Apolo citaredo, cópia de Escopas; a Amazona ferida de Sósicles; a estátua de Harpócrates da era Adriana, e os afamados centauros em mármore escuro, um velho e outro jovem, obra de Aristeas e Pápias provenientes da Villa Adriana. O Salão tem rica decoração de estuques, lustres de cristal e talha dourada, e se preserva em grande medida a organização original das obras expostas.
Sala do Fauno, com uma primorosa obra em mármore rosso antico do século II a.C. e entorno povoado com bustos e sarcófagos. Nas paredes foram instaladas diversas epígrafes e sobretudo as placas de bronze com a inscrição da Lex de imperio Vespasiani, decreto que conferiu amplos poderes ao imperador.
Sala do Gladiador, com a célebre representação do Gálata moribundo oriunda de Pérgamo; o Sátiro em repouso, cópia de Praxíteles; uma Amazona ferida cópia de Fídias, e o Antínoo Capitolino, além de outras peças.

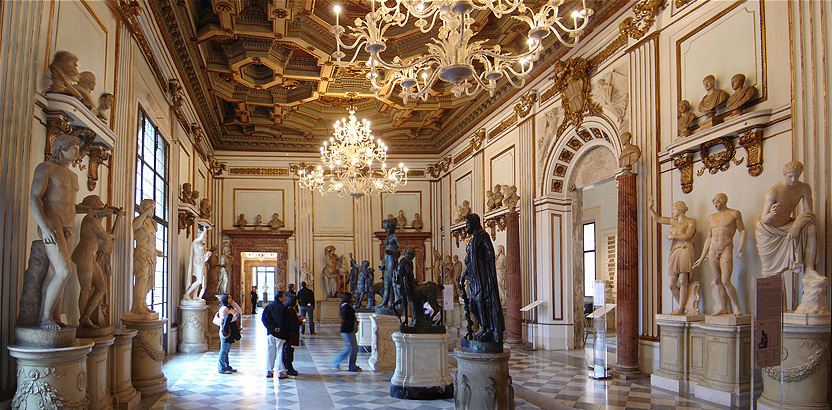
O Salão do Palácio Novo

### Palácio Clementino-Caffarelli
O Palácio Caffarelli, construído em torno do núcleo mais antigo do Palácio Clementino, foi iniciado por Ascanio Caffarelli a partir de 1538 e concluído somente em 1680, estando ligado ao Palácio dos Conservadores. Entre o início do século XIX até a Primeira Guerra Mundial foi a embaixada da Prússia em Roma. Foi devolvido à Comuna de Roma em 1918 e parcialmente demolido, tendo outras seções reformadas. Durante as escavações do Templo de Júpiter Capitolino, outros elementos foram desmantelados para servirem como espaços de exposição.
Incorporado aos Museus Capitolinos em 2000, nas obras de restauro e adaptação foram recuperadas em parte as decorações originais que ao longo do tempo haviam sido extensamente alteradas, incluindo forros entalhados e afrescos, preservados especialmente na Sala dos Afrescos. Outras salas mostram elementos arquitetônicos do templo de Júpiter, como o frontão em terracota e o alto-relevo do tímpano.
Também está instalado no Palácio desde 2003 o Gabinete de Medalhas, ou Medagliere Capitolino, com extensa coleção de moedas, medalhas, gemas preciosas e joalharia, com peças que vão desde a era romana até a modernidade.

### Galeria Lapidária
Instalada na Galeria de Ligação, ou Galleria di Congiunzione, escavada sob a Praça do Capitólio e interligando os vários palácios. Sua construção foi iniciada nos anos 1930, e expõe in situ diversas ruínas, além de uma seleção dos mais importantes itens da extensa coleção de epígrafes gregas e latinas do museu, que chega a 1.400 peças. São agrupadas tematicamente e ilustram vários aspectos da vida pública e privada da antiga Roma. Para leitura e interpretação das inscrições foi criado um sistema de textos auxiliares. Também são expostos neste espaço fragmentos de arquitetura, pedestais, relevos, altares e outros objetos da Antiguidade.

### Central Montemartini
Um edifício pertencente aos Museus Capitolinos mas localizado na Via Ostiense, perto da Basílica de São Paulo fora dos Muros, e que era uma antiga usina elétrica. Sua coleção permanente possui cerca de 400 estátuas antigas que antes estavam expostas nas sedes do Capitólio antes da reorganização do museu em 1997 e outras achadas nas recentes escavações no Teatro de Marcelo na Via del Mare. A museografia preservou o maquinário e arquitetura da usina, o que criou um marcante contraste com as esculturas exibidas. Os grandes espaços do edifícios, divididos pela Sala das Máquinas, Sala das Caldeiras e Sala das Colunas, possibilitaram ainda a reconstituição do frontão do templo de Apolo Médico escavado junto ao Teatro de Marcelo.
Outras das joias de escultura antiga que encontraram ali um local de exposição permanente são o Togado Barberini, um busto da Fortuna, a estátua de bronze de Agripina Menor como sacerdotisa, um busto de Antínoo, a estátua de Polímnia, um Magistrado, a Menina sentada, além de relevos, mosaicos e afrescos.

## Outras obras do acervo

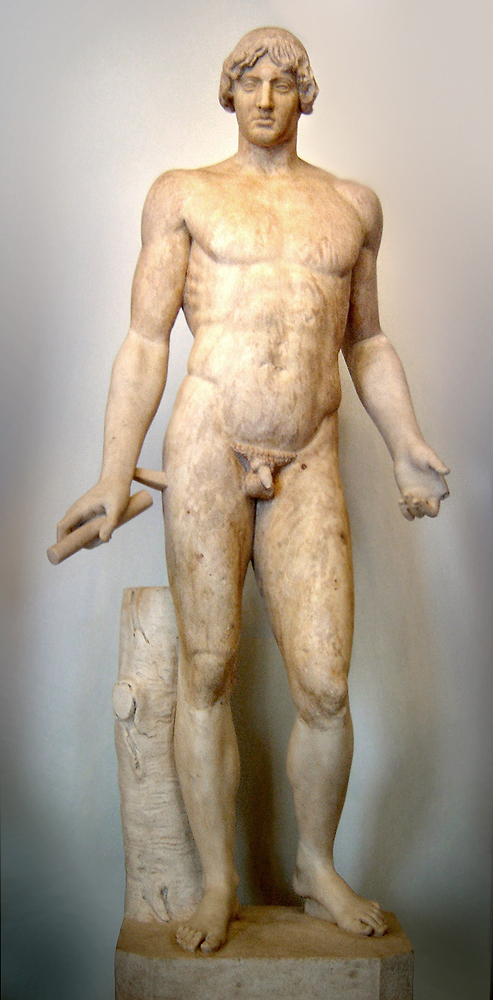
Cálamis: Apolo do Ônfalo, cópia romana de original do século V a.C.
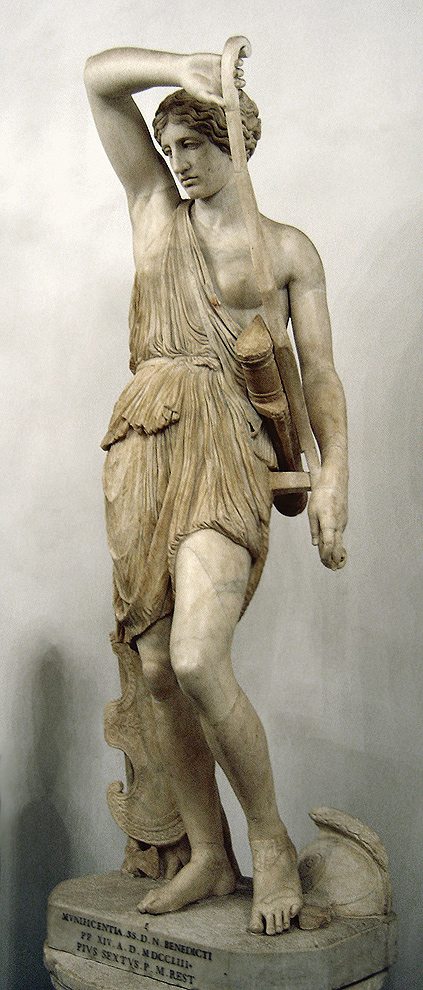
Cópia de Fídias: Amazona ferida, cópia romana de original do século V a.C.
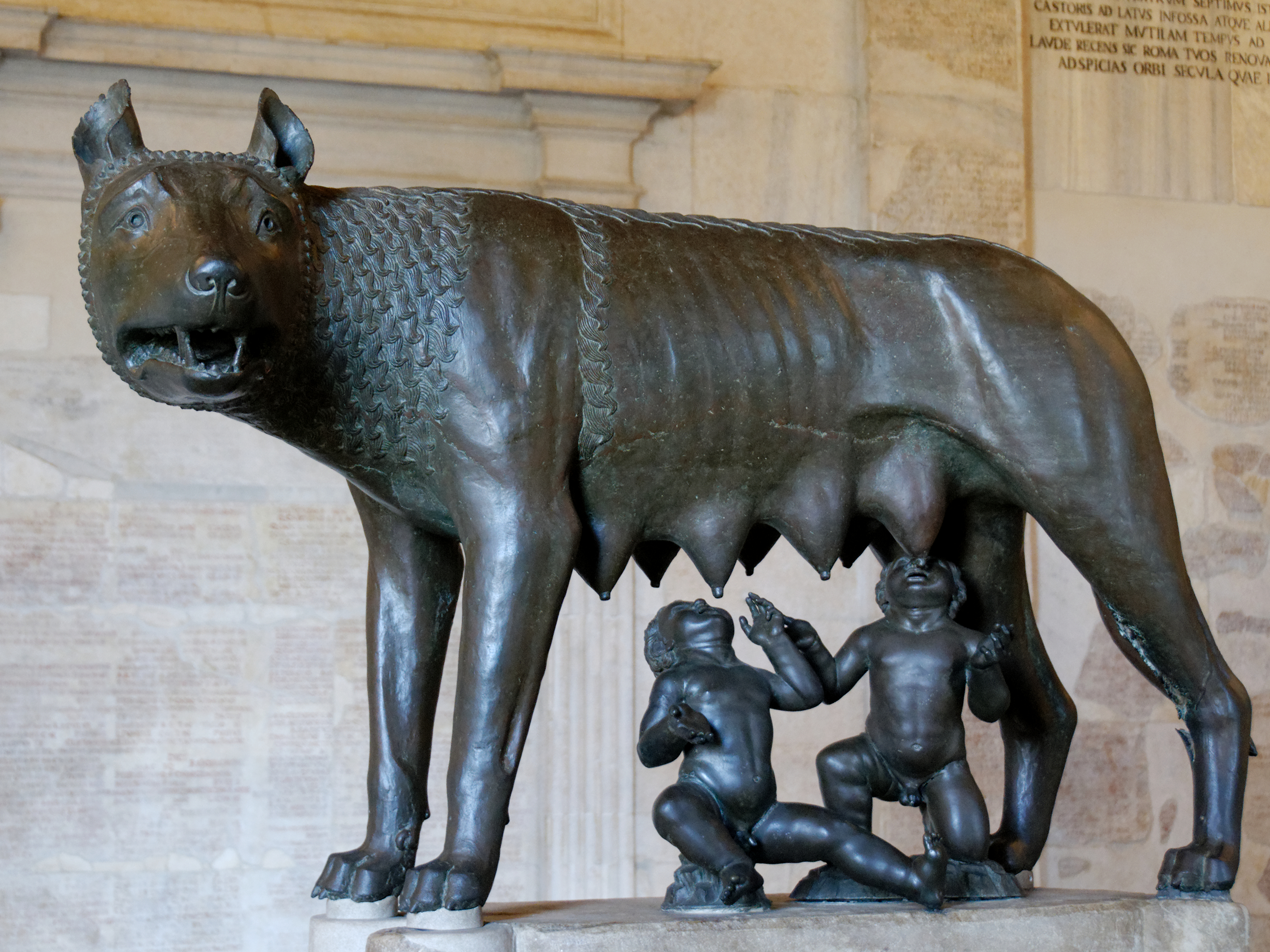
A Loba capitolina, há muito tempo considerada obra etrusca, mas pode ser uma criação medieval
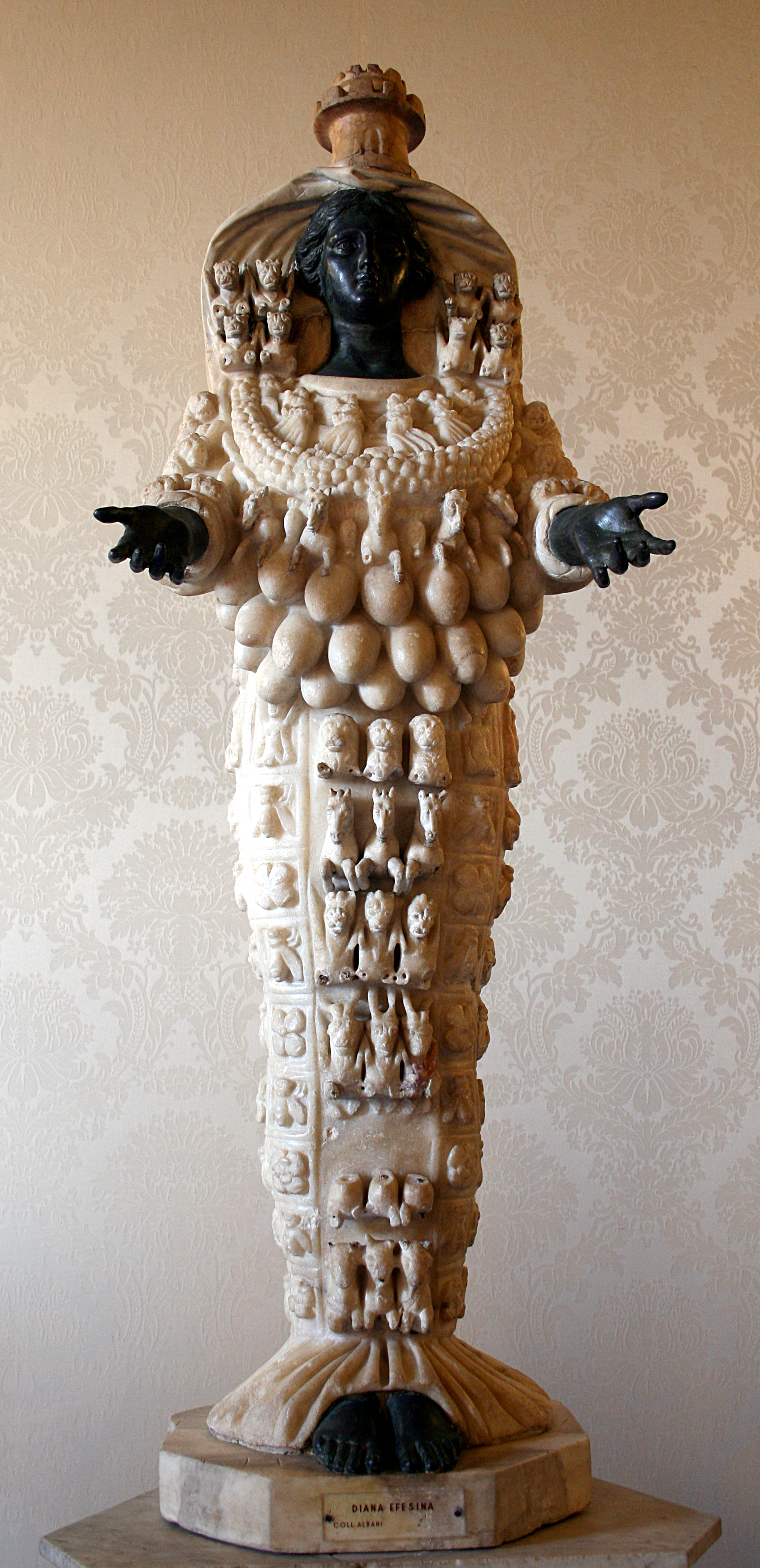
A Artemísia de Éfeso, século II a.C.

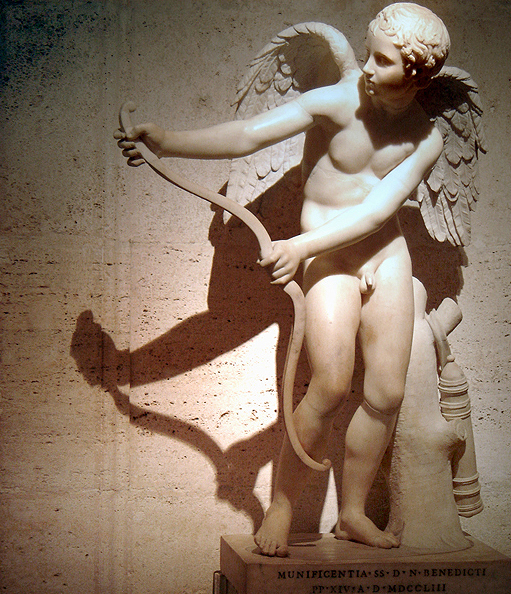
Cópia de Lísipo: Eros encordoando seu arco, cópia romana de original do século IV a.C.
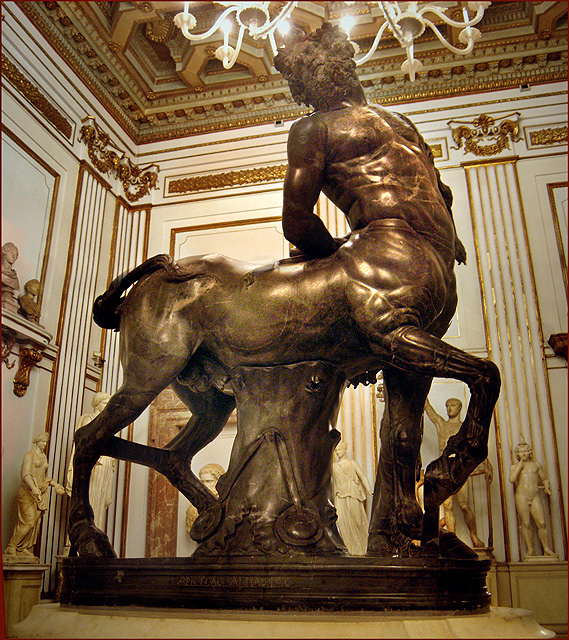
Aristéas e Pápias: O Centauro velho, século I
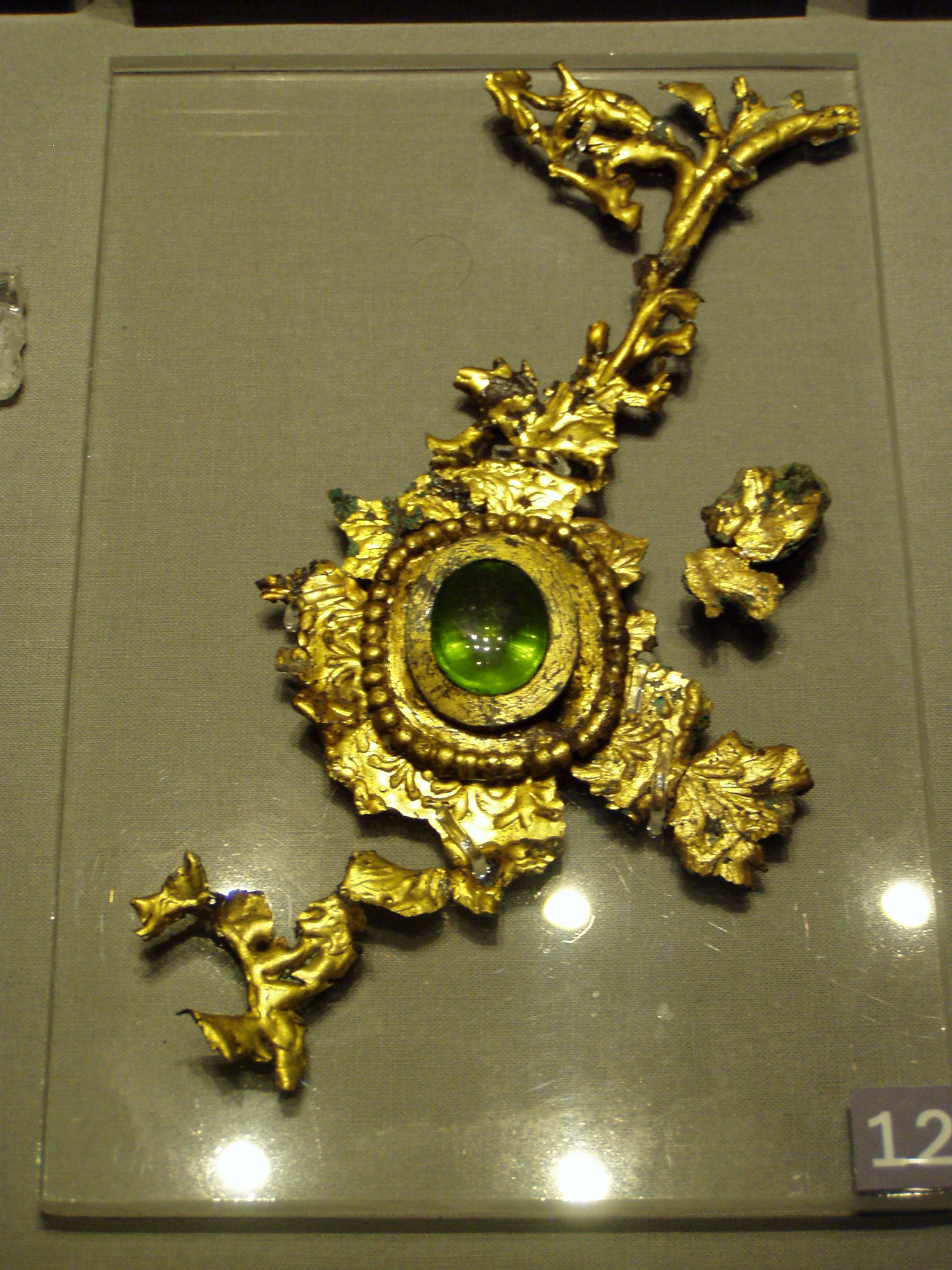
Joalheria romana
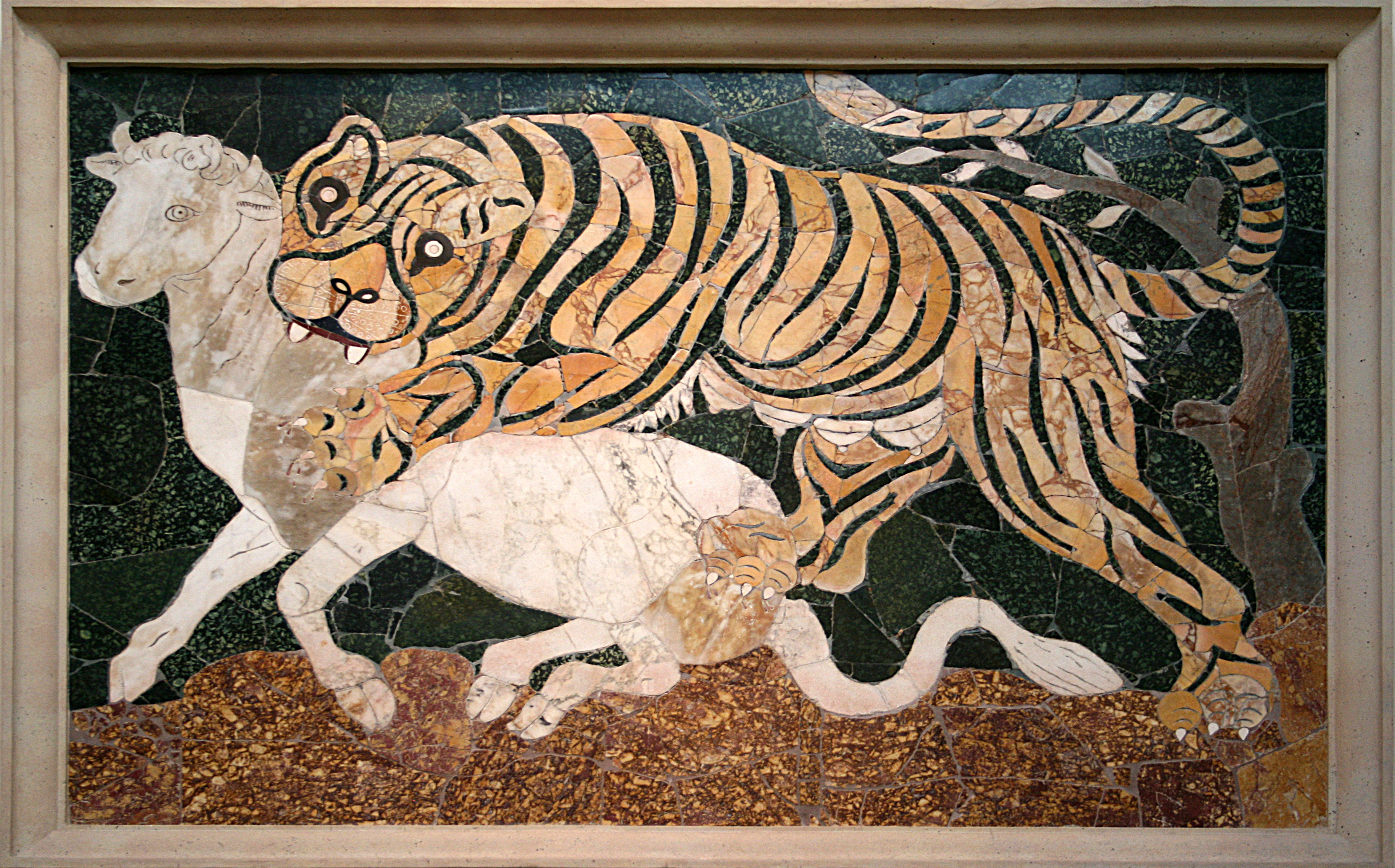
Opus sectile romano mostrando bezerro sendo atacado por um tigre, segundo quartel do século IV

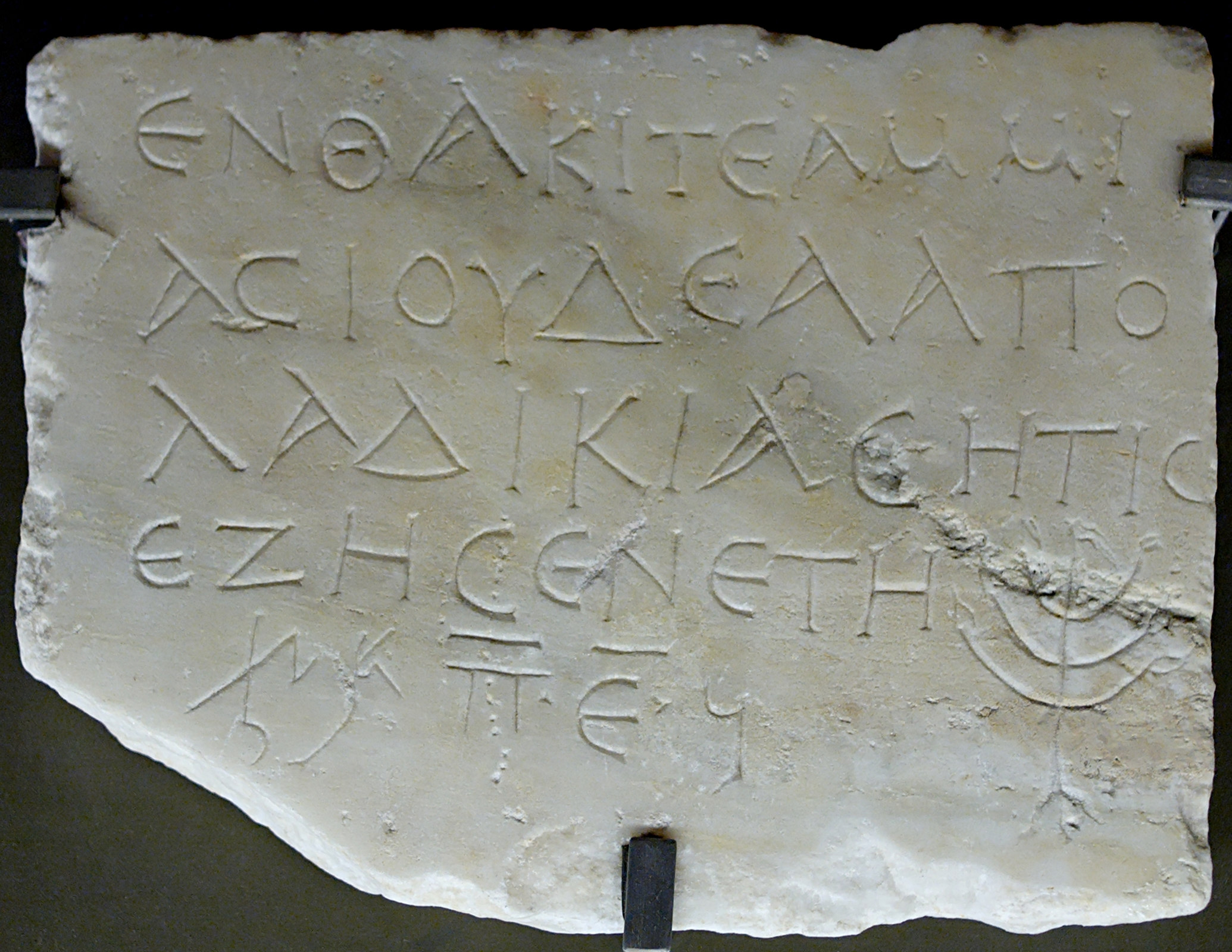
Epitáfio em grego das tumbas judaicas de Monteverde, século III ou IV
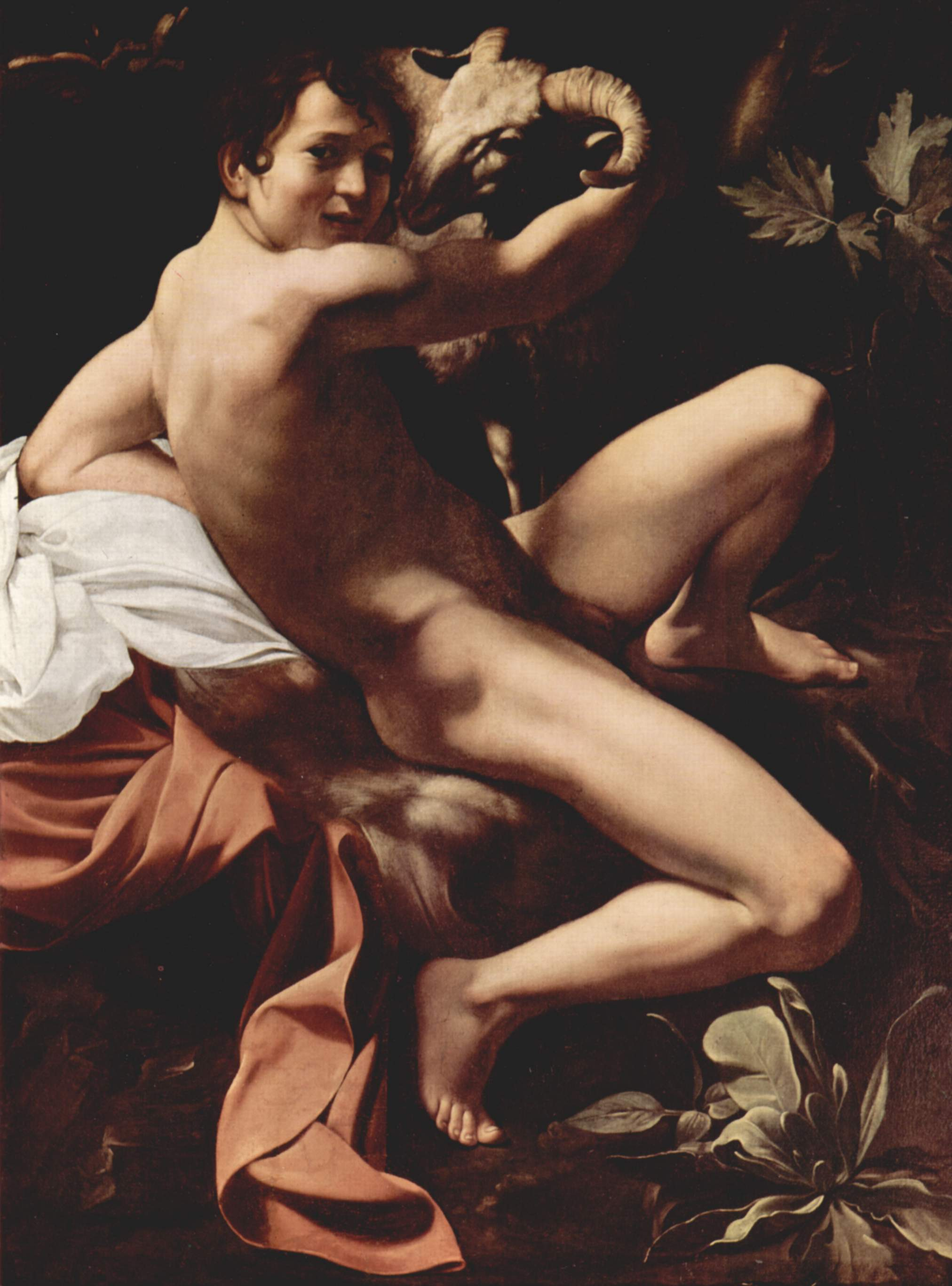
Caravaggio: São João Batista, 1602
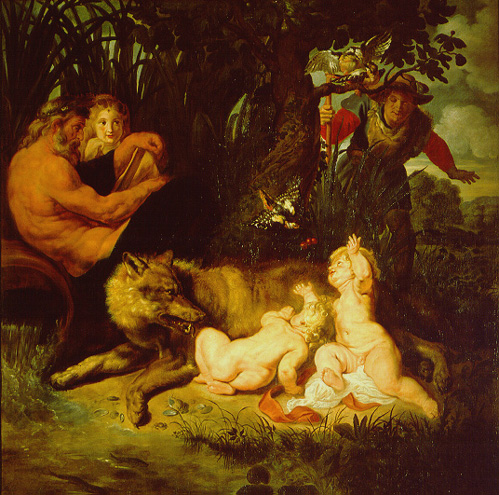
Rubens: Rômulo e Remo, c. 1616
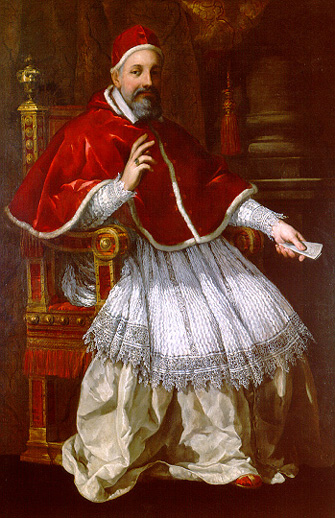
Pietro da Cortona: Retrato de Urbano VIII, 1627

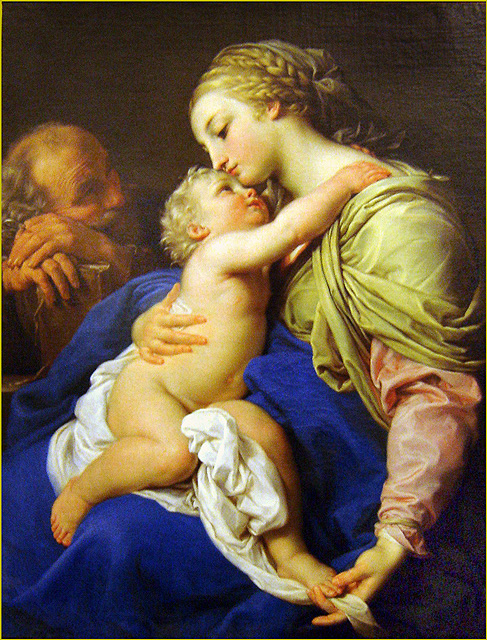
Pompeo Batoni: Sagrada Família, século XVIII
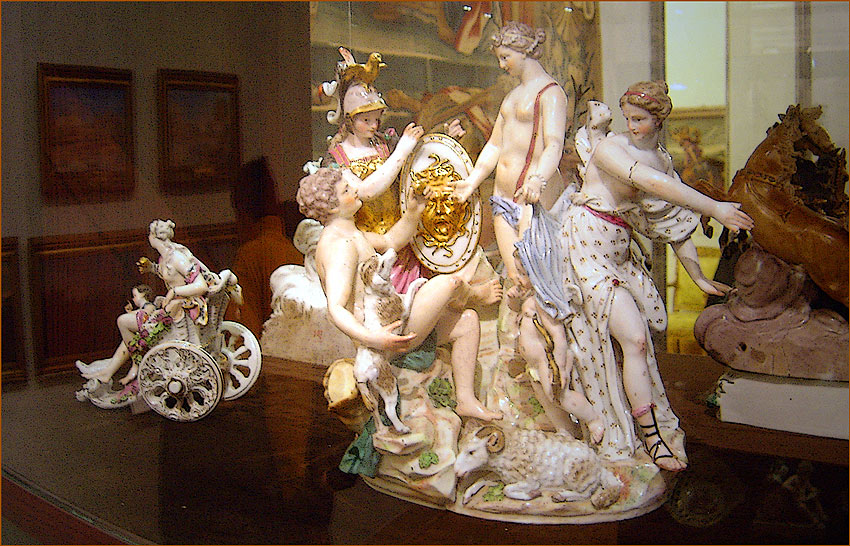
O julgamento de Páris, porcelana, século XVIII
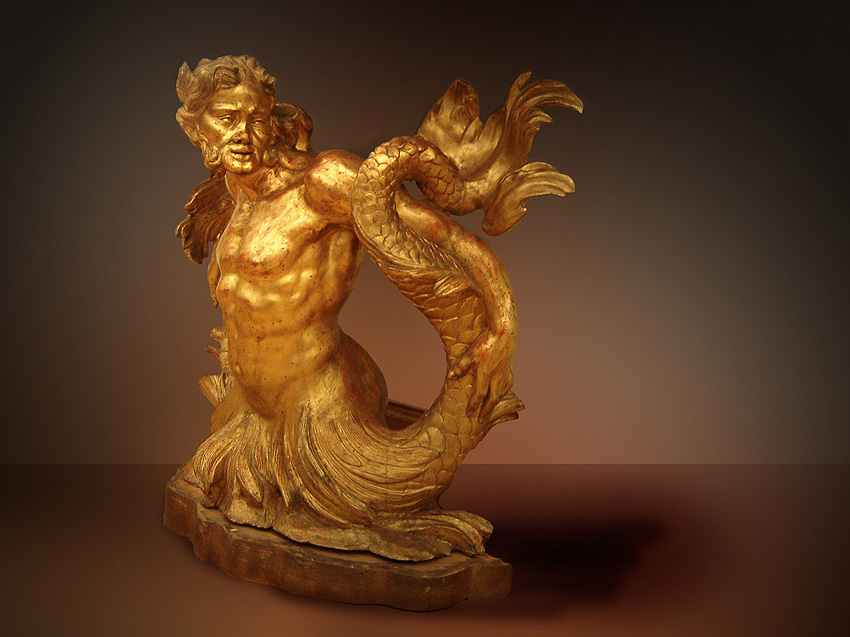
Tritão, madeira dourada, século XVIII
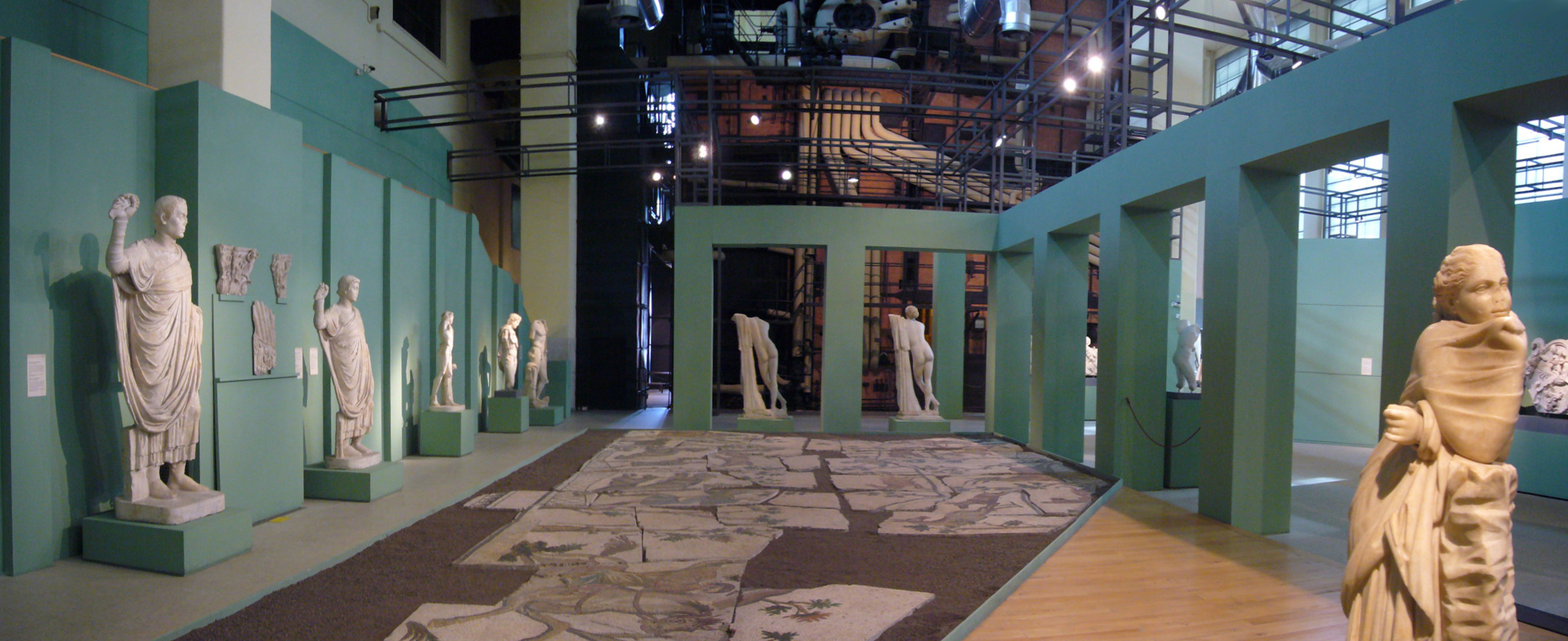
Interior da Central Montemartini.